# Robert De Middeleir
Robert De Middeleir (* 26. August 1938 in Oordegem; † 8. Juli 2016 in Lede) war ein belgischer Radrennfahrer. 
Die Profi-Karriere von Robert De Middeleir dauerte von 1962 bis 1967. In seinem ersten Profi-Jahr entschied er das Rennen Omloop Het Volk für sich. 1962 startete er bei der Tour de France, konnte diese aber nicht beenden. 1964 gewann er das Rennen Nokere Koerse. Dazu kamen weitere Siege bei kleineren Rennen in Kortrijk (1962), in Schellebelle und Gentbrugge (jeweils 1963) sowie diverse weitere Podiumsplatzierungen.